# The Truman Show
The Truman Show és una pel·lícula estatunidenca dirigida per Peter Weir estrenada el 1998.

## Argument
Truman Burbank fa una vida tranquil·la. Casat amb Meryl, infermera, viu a la ciutat paradisíaca de Seaheaven, plena de gent simpàtica i de jardins ben mantinguts. Tanmateix, Truman té ganes de veure el món, de descobrir noves coses, i sobretot de trobar una noia, Sylvia, la mirada de la qual el va embruixar en la seva joventut. Però tot sembla obligar Truman a quedar-se allà on és.

## Personatges
- Truman Burbank: sense que ell ho sàpiga, és l'estrella de l'emissió The Truman Show  des de la seva adopció per la productora quan era encara al ventre de la seva mare. D'altra banda, una part de la seva vida intrauterina i el seu naixement han estat retransmesos en directe. Des de la desaparició del seu pare al mar, té una por blava a l'aigua. Espera deixar Seaheaven per anar a les illes Fiji i trobar Sylvia, una dona amb qui s'ha creuat abans. Però descobrirà que la seva vida no és més que una mentida.
- Meryl Burbank: dona de Truman, que treballa com a infermera a l'hospital de Seaheaven. Coneix Truman a l'institut, després s'acaba casant amb ell. A la pel·lícula, presenta productes de publicitat i sempre està somrient, ja que de fet és actriu i es diu Hannah Gill. Deixa el Truman Show, espantada per Truman i cansada de treballar en aquestes condicions.
- Christof: és el creador, el productor i el realitzador del Truman Show. És ell que dirigeix amb mà de ferro l'emissió des del seu començament, és qui va adoptar Truman entre altres futurs bebès els pares dels quals no volien. Justifica l'emissió amb el pretext de protegir Truman del món exterior.
- Sylvia: coneix a Truman a l'institut amb el nom de Lauren, però ella no té dret a comunicar-se amb ell. Mentre passegen junts per la platja, ella li vol desvelar la veritat sobre ella i sobre l'emissió, en va. Expulsada del programa, Sylvia forma part dels que estan contra el Truman Show. Truman sempre n'ha estat enamorat, vol retrobar-la i ella espera que ell abandoni Seaheaven.
- Marlon: el seu millor amic, però en realitat és un actor anomenat Louis Coltrane.

## Repartiment
- Jim Carrey: Truman Burbank
- Ed Harris: Christof
- Laura Linney: Meryl / Hannah Gill
- Noah Emmerich: Marlon / Louis Coltrane
- Natascha McElhone: Lauren Garland / Sylvia
- Holland Taylor: La mare de Truman / Alanis Montclair
- Brian Delate: El pare de Truman / Walter Moore
- Peter Krause: Lawrence
- Paul Giamatti: Simeon, director de control
- Philip Baker Hall: Executiu de Network
- Harry Shearer: Mike Michaelson

## Premis
- 1999
- Globus d'Or al millor actor dramàtic per Jim Carrey
- Globus d'Or al millor actor secundari per Ed Harris
- Globus d'Or a la millor banda sonora original per Burkhard Dallwitz i Philip Glass

## Comentari
The Truman Show és una pel·lícula que és coneguda per la crítica que fa dels programes de telerealitat contemporanis. Tanmateix, la visió d'un home en un sistema molt poderós, vivint en la ignorància i en la banalitat, no és cosa nova. No obstant això, la pel·lícula no és una simple repetició i planteja preguntes inèdites.